# Congregatie van de Discipelen van de Heer

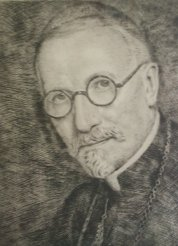
Celso kardinaal Costantini, stichter van de congregatie

De Congregatie van de Discipelen van de Heer (Latijn: Congregatio Discipulorum Domini, C.D.D.) is een rooms-katholieke missiecongregatie die in 1927 werd opgericht door Celso kardinaal Constantini, pauselijk delegaat in China. Constatini was bijzonder actief in China, waar hij verschillende scholen, verenigingen, parochies en een katholieke universiteit stichtte. Doel van de Congregatie was om de missie in China te ondersteunen door de inzet van Chinese religieuzen. Daarnaast werd het bestuur van de door Constantini gestichte instellingen onder de congregatie gebracht. Het eerste congregatiehuis bevond zich in Peking, later werd er ook een huis geopend in Shanghai. Na de machtsovername door Mao Zedong in 1949, werd het hoofdkwartier van de congregatie verplaatst naar Taipei. Inmiddels had de missiecongregatie ook stichtingen in Maleisië, de Filipijnen, Indonesië en de Verenigde Staten.
De congregatie legt zich tegenwoordig toe op onderwijs, jeugd- en jongerenwerk en de armenzorg.
Generaal-overste van de Congregatie van de Discipelen van de Heer is sinds 21 oktober 2016 Francis Chong.